# José Hurtado de Mendoza
José Hurtado de Mendoza y Pérez (Madrid, 1885-La Habana, 1971) fue un pintor, ilustrador, caricaturista y escenógrafo español.

## Trayectoria
Hurtado de Mendoza era sobrino nieto de Benito Pérez Galdós, y pasó su juventud en Gran Canaria. En 1921, emigró a Cuba donde vivió la mayor parte de su vida. Cursó sus estudios en Madrid en el Instituto Cardenal Cisneros, donde realizó el Bachillerato y dibujo elemental. Posteriormente, en la Academia de Mazas, hizo estudios preparatorios para escuelas especiales, y se matriculó en la Escuela Técnica Superior de Arquitectura de Madrid, aunque no acabó la carrera. Llegó a Canarias en la década de 1910.
En Gran Canaria, conoció al escritor Tomás Morales y al pintor Nestor de la Torre, por lo que estuvo vinculado a la vanguardia artística antes de su marcha a Cuba. También estuvo en Puerto Rico, país en el que residió durante una breve etapa para ejercer como profesor en la Academia de Arte de Edna Coll. Ya en Cuba, expuso su obra en los Salones Nacionales de Humorismo y en los de Pintura, y participó en las luchas políticas contra gobiernos corruptos o tiránicos. También formó parte de la vanguardia artística de la década de 1920 y fue miembro de las milicias nacionales revolucionarias de Cuba.
Durante su estancia en Cuba colaboró con la Revista Social, donde se convirtió en uno de sus ilustradores y en donde publicó sus primeros dibujos y caricaturas. También hizo publicaciones en el periódico La Lucha aunque fueron las caricaturas de la serie ‘Cuentos Siboyenes’, reproducidas en la publicación de sátira política La Semana o en el diario nacional El Crisol, las que le dieron popularidad. Además de sus trabajos como ilustrador en periódicos, revistas y libros, trabajó como escenógrafo, pintor y profesor de dibujo.
Hurtado de Mendoza realizó las guardas de las dos ediciones y la contraportada del Libro 1º de Las Rosas de Hércules (1922) del escritor Tomas Morales, obra en la que también participó el pintor Nestor de la Torre.
Participó en la lucha social contra gobiernos corruptos o tiránicos, debido a sus ideas políticas, de izquierda y progresista. Perteneció al movimiento de veteranos y patriotas, un movimiento cívico, progresista y revolucionario de la década de 1920. También fue miembro de las milicias nacionales revolucionarias de Cuba y del Partido Comunista, y estuvo en prisión en la década de 1930. En 1959, después de la revolución cubana, Hurtado de Mendoza siguió vinculado al movimiento.

## Reconocimientos
En 1929, Hurtado de Mendoza recibió la Medalla de Oro a la mejor escenografía por el pabellón de Canarias en la Exposición Iberoamericana de Sevilla.
En 2020, la Casa-Museo Tomás Morales de Moya realizó una exposición con 33 originales y 23 reproducciones para poner en valor la obra de Hurtado de Mendoza. Tres años después, en 2023, parte de su obra fue recogida en la muestra titulada Isla de Arte. Una colección para el Museo de Bellas Artes de Gran Canaria organizada por el Cabildo Insular de Gran Canaria, para visibilizar la colección artística de esta entidad.